# Linda Gaye Scott
Linda Gaye Scott (née le 1er février 1943 à Los Angeles en Californie) est une actrice américaine.

## Filmographie  sélective

### Cinéma
- 1963 : Escape from Hell Island de Mark Stevens : Linda Dennison
- 1965 : Run Home Slow de Ted Brenner : Julie Ann Hagen
- 1968 : Un monde psychédélique (Psych-Out) de Richard Rush : Lynn
- 1968 : La Party de Blake Edwards : La starlette
- 1970 : L'Ultime Randonnée de Sidney J. Furie : Moneth
- 1972 : Hammersmith Is out [1] de Peter Ustinov : Miss Quim
- 1973 : Mondwest de Michael Crichton : Arlette

### Télévision

#### Séries télévisées
- 1965 : My Living Doll  : The Lie (saison 1 épisode 19) : Monica Bird
- 1965 : Mon martien favori  : Bottled Martian (saison 3 épisode 8) : Nadja
- 1965 : Ben Casey  : The Importance of Being 65937 (saison 5 épisode 10) : Dora McFadden
- 1965 : Gidget : The War Between Men, Women and Gidget (saison 1 épisode 13) : Patty
- 1965 : The Donna Reed Show : How to Handle a Woman (saison 8 épisode 16) : Deborah
- 1965 : Des agents très spéciaux : Envoûtement (The Very Important Zombie Affair) (saison 2 épisode 15) : Suzy
- 1966 : Mister Roberts : The World's Greatest Lover (saison 1 épisode 19)
- 1966 : Batman  : L'anneau de cire (The Ring of Wax) (saison 1 épisode 23) : Moth
- 1966 : Batman  : La chambre des supplices (Give 'Em the Axe) (saison 1 épisode 24) : Moth
- 1966 : Occasional Wife : Occasional Trouble (saison 1 épisode 2) : Miss Wilson
- 1966 : Occasional Wife : Peter by Moonlight (saison 1 épisode 15) : Miss Wilson
- 1967 : Occasional Wife : Alias Peter Patterson (saison 1 épisode 16) : Miss Wilson
- 1967 : Ma sorcière bien-aimée : Piège à souhaits (Three Wishes)  (saison 3 épisode 22) : Buffy
- 1967 : Le Frelon vert : L'abominable Dr Maboul - 1re partie (Invasion from Outer Space - Part 1)   (saison 1 épisode 25) : Vama
- 1967 : Le Frelon vert : L'abominable Dr Maboul - 2de partie (Invasion from Outer Space - Part 2)   (saison 1 épisode 26) : Vama
- 1967 : Hey, Landlord : The Dinner Who Came to Man (saison 1 épisode 30) : Julie
- 1967 : Perdus dans l'espace : Collision of the Planets (saison 3 épisode 9) : Alien Girl
- 1971 : Bonanza : Un autre Ben (A Deck Of Aces) (saison 12 épisode 18) : Dixie Wells
- 1972 : Love, American Style : Love and the Woman in White (saison 4 épisode 11) : Veronica La Rue
- 1975 : Columbo : La Femme oubliée (saison 5 épisode 1) : Alma
- 1983 : Archie Bunker's Place : The Boys' Night Out (saison 4 épisode 18) : Woman 3

#### Téléfilms
- 1972 : Rolling Man de Peter Hyams: Crystal
- 1973 : Old Faithful de Jørn Winther : Councilman Herbert Zucker
- 1978 : Cops and Robin de Allen Reisner : Laura